# 多哥 (电影)
《多哥》（英語：Togo）是由埃里克松·科尔执导，华特迪士尼影片制作的2019年美国剧情冒险电影。影片讲述了1925年白喉流行期间里主角昂哈德·瑟帕拉和他的雪橇犬多哥在恶劣的条件下奔赴诺姆运送白喉抗毒素血清的故事。
该片由威廉·達佛、茱莉安娜·妮克遜、克里斯托弗·海尔达尔、迈克尔·加斯顿、迈克尔·麦克埃尔哈顿，托尔比约恩·哈尔和尼古拉·尼克拉斐等主演。并于2019年12月20日在Disney+上发布。

## 剧情
1925年，阿拉斯加州诺姆市爆发白喉疫情。为拯救生命，20名雪橇手与150只雪橇犬往返1085公里运送血清。其中多哥作为挪威人瑟帕拉的领头雪橇犬，承担了最危险的跨越诺顿湾的部分。最终多哥与其他雪橇犬共同完成了任务。

## 制作
2015年10月28日，华特迪士尼影业宣布正在制作一部关于1925年奔赴诺姆运送白喉抗毒素血清的电影，剧本将由汤姆·弗林编写。2018年5月16日，埃里克森·科瑞宣布将执导该片，该片将在Disney+上首播。该片的主要摄影工作于2018年9月21日开始，于2019年2月在阿尔伯塔省科克伦完成。2018年12月10日好莱坞报道称，托尔比约恩·哈尔在影片中饰演雪橇队中的一员。本片中出现的大部分狗都来自于位于坎莫尔的The Snowy Owl Sled Dog Tours犬舍，其中Hugo和Mackey将作为多哥（Diesel）的替身。

## 历史背景
影片的大部分内容，取材于瑟帕拉和多哥的真实故事。其中两个电影场景，多哥撞破玻璃窗逃离他的另一个主人和拉雪橇将瑟帕拉甩进诺顿湾是真实发生的。其余比如电影中瑟帕拉与多哥共度余生都与真实事件所不同，在真实生活中多哥被送给缅因州的一名同样养雪橇犬的人。

## 发行
《多哥》原定于2019年12月13日在Disney+上发布，但最终被推迟至一周后的2019年12月20日发布。

## 评价

### 媒体评价
- 纽约时报：狗狗训练有素、达福和雪橇犬之间建立了非常令人信服的联系，影片的结尾非常感人[14]。

### 获奖
| 奖项           | 日期         | 分类                     | 获奖者    | 结果 | 参考          |
| -------------- | ------------ | ------------------------ | --------- | ---- | ------------- |
| 美国编剧工会奖 | 2020年2月1日 | 最佳原创剧本（长篇剧集） | 汤姆·弗林 | 提名 | [ 15 ] [ 16 ] |